# Сухуми
Суху̀ми (на грузински: სოხუმი; на абхазки: Аҟәа; на руски: Сухум) е град в Северозападна Грузия, столица на автономната република Абхазия, самообявила се за независима и само частично призната. Има население от 63 600 души според оценка от януари 2016 г.

## География
Градът е разположен на широк залив на източния бряг на Черно море.
Известен е със своите плажове, минерални бани и субтропичен климат, както и Ботаническата градина.

## История
На мястото на града през VI век преди н.е. е основана гръцката колония Диоскурия, по-късно в Понтийското царство. В римската епоха на мястото на днешен Сухуми римляните построяват крепостта Себатополис.
През Средновековието градът е известен под името Цхум и е в Грузинското царство. През XVI – XIX е изградена османска крепост под името Сухум кале. От 1848 г. е център на уезд в състава на Кутаиска губерния на Руската империя.

## Икономика
Служи като пристанище, железопътен възел и ваканционно селище. Градът е също и важен въздушен възел за Абхазия, тъй като летището му е в близост до града.
Има много хотели и санаториуми, които обслужват главно руски туристи. Ботаническата градина в Сухуми, създадена през 1840 г., е сред най-старите в Кавказкия регион.
Сухуми е член на Международния черноморски клуб.

## Личности
- Валентина Шулгина (1921 – 2023) – последната жива ветеранка от битката при Сталинград[2]